# Agrilus rilliardi
Agrilus rilliardi es una especie de insecto del género Agrilus, familia Buprestidae, orden Coleoptera.
Fue descrita científicamente por Baudon, 1988.